# Golgo 13: Assignment Kowloon
Pour plus de détails, voir Fiche technique et Distribution.
Golgo 13: Assignment Kowloon (ゴルゴ13 九竜の首, Gorugo sātīn kūron no kubi) est un film d'action japonais et Hongkongais réalisé par Yukio Noda (ja) et sorti en 1977. Il met en vedette Sonny Chiba dans le rôle de l'assassin international Golgo 13. C'est le deuxième film basé sur le manga Golgo 13 réalisé après le film japonais et iranien Golgo 13 (film, 1973).

## Synopsis
Le maître assassin Duke Togo — de son nom de code "Golgo 13"— est engagé par un syndicat du crime américain pour traquer et tuer Chou Lei Fang, un membre puissant du syndicat du crime de Hong Kong. Chou Lei Fang vend sa drogue par ses propres canaux. Dans le même temps, il doit garder un œil sur Smith, un détective hongkongais dur à cuire qui est déterminé à abattre Chou et son organisation de fabrication de drogue.
Une nuit, un officier infiltré nommé Lin Li suit Chou et s'infiltre dans son usine de drogue, mais elle est blessée par balle et capturée par ses hommes de main. Le lendemain, un groupe d'enfants trouve le communicateur de Lin Li et cela permet à Smith de localiser l'usine de Chou. Lin Li est tuée lors d'une fusillade et l'usine est détruite. À ce moment-là, Chou et Smith ont été informés que Golgo est à Hong Kong. Smith a une vendetta personnelle contre Golgo. En effet, un an plus tôt, Golgo 13 a assassiné un diplomate étranger que Smith avait été chargé de protéger. Pour cette raison, Smith exhorte le chef de la police à émettre un mandat d'arrêt contre Chou avant que Golgo ne l'atteigne en premier. Le lendemain, lors d'une cérémonie d'inauguration d'une piscine publique financée par Chou, Golgo se prépare à tirer sur le baron de la drogue depuis un immeuble voisin, mais il est devancé par Leika , une assassine caucasienne. Smith et ses hommes présument que c'est Golgo qui a abattu Chou. De son côté, Golgo soupçonne que quelqu'un à Hong Kong plus haut placé que Chou, a ordonné le coup. Le syndicat américain offre à Golgo 100 000 $ US supplémentaires pour traquer le cerveau. Peu de temps après les funérailles de Chou, sa veuve Li Hua et Leika sont tuées par Golgo alors qu'elles tentaient de le piéger et de l'abattre.
Golgo se rend au Japon pour suivre le diplomate poranien Polansky qui avait des liens étroits avec Chou. Là, il découvre que ce dernier demande l'asile américain au FBI en échange d'informations vitales liées au réseau de trafic de drogue de Chou. Dans le même temps, le détective Smith suit la piste et parvient à arrêter Golgo lorsque l'assassin revient à Hong Kong. Smith tente d'interroger Golgo, mais en vain, car l'assassin est libéré après que la police découvre que c'est Leika qui a assassiné Chou. Sur le chemin de l'ambassade des États-Unis, Golgo est pris en embuscade par un tueur à gages nommé Schilz, mais, malgré une blessure d'une balle dans la jambe, il tue Schilz. Pendant ce temps, Smith et son équipe découvrent que Polansky a reçu des cargaisons de drogue de toute l'Asie du Sud-Est, mais la police ne peut pas le toucher en raison de l'immunité diplomatique. Golgo se remet de sa blessure et se dirige vers l'île de Sekirei, où se cache Polansky. Bien qu'ils n'aient aucuns droits dans cette juridiction, Smith et ses hommes attaquent l'île de Sekirei. Polansky tente de s'échapper par hélicoptère, mais Golgo, suspendu au bord d'une falaise, l'abat, l'envoyant hors de l'hélicoptère et s'écrasant dans l'océan. Son corps et la mallette contenant des preuves de son implication dans l'assassinat de Chou sont récupérés par l'équipe de Smith.
Le lendemain, Golgo et Smith se retrouvent à l'aéroport de Kai Tak. Smith frappe Golgo, jurant de l'enfermer s'il retourne un jour à Hong Kong.

## Fiche technique
- Titre : Golgo 13: Assignment Kowloon
- Titre original :ゴルゴ13 九竜の首 (Gorugo sātīn kūron no kubi?)
- Réalisation : Yukio Noda (ja)[1]
- Scénario : Takeshi Matsumoto, Nobuaki Nakajima et Takao Saitō
- Photographie : Shigeru Akatsuka et Katsuo Katsuki
- Montage : Akira Suzuki
- Musique : Harumi Ibe
- Costumes : Tsunehisa Sasaki
- Lumière : Gaimi Kaneko
- Maquillage : Guo Xiong Chen
- Effets sonores : Sound Effects: Yoshiaki Shiraishi
- Producteur : Callan Leung
- Sociétés de production : Tōei
- Pays :  Japon
- Langue originale : Japonais
- Format : couleurs - 2,35:1 - 35 mm - son mono
- Genre : film d'action - thriller
- Durée : 93 minutes[2]
- Date de sortie :
  - Japon 15 septembre 1977[2]

## Distribution
- Sonny Chiba : Duke Togo (Golgo 13)
- Callan Leung : Dirk Chang Smith
- Etsuko Shihomi : Lin Li/Lam Li
- Dana : Leika
- Kōji Tsuruta : Senzō Shigemune
- Jerry Ito : Polansky
- Alan Chui : Poison Spider Black Dragon (cameo)
- Clayton : Rocky Brown
- Yao Lin Chen : Chan
- Emi Shindo : Yip Lin
- Elaine Sung : Kong Laan
- Bob Ingles : Spencer
- Chi-Chung Lee : Wong Tak Ming
- Chikao Ohtsuka a: narration, voix de Rocky Brown et voix de Toriano
- Fiona Humphrey : Cassowary
- Gam Shing Sung : Lee
- Hirofumi Koga : frère no 3 du karaté
- Hiroshi Hatano : Détective Miki
- Irwin Panos : Toliano
- Joana Tors : Mariya Polanski
- Kaneta Kimotsuki : Schultz (voix)
- Kei Tomiyama : Détective Hung (voix)
- Kenji Ohba : frère no 1 du karaté
- Masako Ikeda : Kong Laan (voix)
- Masashi Amenomori : Chow Lui-Fung (voix)
- Nick Lam Wa Kei : Chow Lui Fung
- Shu Tong Wong : Hung
- Shunji Sasaki : Détective Tachibana
- Taichirou Hirokawa : Shotgun Sminny (voix)
- Terry O'Brien : Schultz
- Tin Hei Tong : Baldy Nyudo
- Toshimitsu Takahashi : frère no 2 du karaté
- Yiu Lam Chan : Chan

Autres acteurs : Billy Cosby, Fat Wan, Hiroshi Hatano, Kim Hung Lai, Scott D'Antonio, Shunji Sasaki, Tai Shan, Wai Chuen Do

## Autour du film
Le film est basé sur le manga Golgo 13. Le film est d'une certaine manière, une innovation car pour la première fois, un héros issu d'un manga, sorte de samuraï moderne, mi-policier, mi-assassin, agissait dans une réalité crue sans super-pouvoirs, ni effets fantastiques ou situations surréalistes contre la criminalité à Hong-Kong.
Les chorégraphies des combats ont été orchestrées par Kazuyuki Saito et Shee Tong Wong assistés de Jin Cheng Song. Les scènes de combat sont filmés caméra à l'épaule.
Le film est sorti au Brésil sous le nom de Golgo 13 - A Missão Kowloon.
Jerry Ito, qui joue le rôle de Polansky, né en 1927 était connu pour avoir été présentateur d'un programme télévisuel d'apprentissage de la langue anglaise Let's play with english. Il apparait dans ce film dans l'un de ses derniers rôles au cinéma.

## Sortie
Le film Golgo 13 : Assignment Kowloon est sorti au cinéma le 15 septembre 1977 au Japon et le 4 mai 1978 à Hong-Kong.

## Sorties DVD et VHS
Golgo 13: Assignment Kowloon a été livré avec The Bullet Train et Executioner dans le DVD Kill Chiba Collection Region 1 par Crash Cinema le 18 mai 2004. Le 20 novembre 2007, BCI Eclipse a sorti le film dans son coffret DVD Sonny Chiba Collection, qui comprend également The Bullet Train, Dragon Princess, The Bodyguard, Karate Warriors et Sister Street Fighter.
Au Royaume-Uni, le film a été livré avec The Bullet Train et G.I. Samouraï dans The Sonny Chiba Collection Vol. 2 DVD de la région 2 par Optimum Home Releasing.
Au Brésil et dans les pays lusophones, le film est sorti en VHS avec la société New Center.